# Tympanota melanconia
Tympanota melanconia är en fjärilsart som beskrevs av Louis Beethoven Prout 1926. Tympanota melanconia ingår i släktet Tympanota och familjen mätare. Inga underarter finns listade i Catalogue of Life.